# 素粒子 (小説)
『素粒子』（そりゅうし、原題:Les Particules élémentaires）は、フランスの作家ミシェル・ウエルベックが1998年に発表した小説。

## 概要
作者のミシェル・ウエルベックは1990年代から随筆や詩集などを発表し、一部で支持を集めていたが、小説第1作の『闘争領域の拡大』を発表した4年後、そこで提起した問題をさらに掘り下げる形で第2作の『素粒子』を発表した。本作は優生思想・人種差別といったデリケートな話題に激しい語り口で言及していることもあって、激しい賛同と批判の双方を浴び、現在では30カ国語以上に翻訳されている。
本作はフランスの文学賞であるゴンクール賞の候補となったが最終選考で落選し、そのこと自体も大きく話題となった（ウェルベックは後の2010年に別の作品でゴンクール賞を受賞している）。
初版では作中に登場するキャンプ場「変革の場」が、そのモデルとなった実在する施設である「可能性のスペース」と実名で表記されていたため、同施設が書籍の回収を求める訴訟を起こす騒動となった。最終的にはウエルベック側が勝訴したものの、2版以降では名称と場所の設定が変更されている。
主人公の2人の兄弟は捨て子とされているが、これには作者の自己投影の可能性が指摘されている。
2006年にはドイツで映画化されている。素粒子 (映画) を参照。

## ストーリー
20世紀後半のフランスを舞台として、異父兄弟のブリュノ（兄）とミシェル（弟）の人生がパラレルに描かれる。二人は幼少期は互いのことを知らないまま別々に暮らしていたが、どちらも青春時代に充実した性愛を経験することはなかった。
その後、国語教員となったブリュノは一度は結婚するもののやはり満足のいく愛情を得ることはできないまま逸脱的な性行動を繰り返す。クリスチヤーノという新たなパートナーを得るが、彼女はアクシデントにより両足が麻痺してしまい、車椅子のまま階段から転落して死亡してしまう。一方、分子生物学者になったミシェルは研究に没頭する日々を送る。幼馴染の美少女アナベルと再会して恋仲になるが、結局は子供をつくるというアナベルの夢をかなえる前に彼女は病気になって死んでしまう。2009年、ミシェルは生物学（遺伝子工学）上の重大な研究成果をアカデミーに郵送した直後に消息を絶つ。
ミシェルの革新的な研究成果は学会に認められた。それによって遺伝子情報は随時書き換え可能となって、生殖を伴うことなくクローン技術を用いて生命個体は増殖できるようになった。2029年には人間の手によって人工的に（人間を模した）知的生命が創造され、半世紀ほどたつと彼らが地球上で繁栄するのと引き換えに元々の人類は絶滅寸前となった。最後に、これまでの物語の語り手は（人間ではなく）その新たな知的生命体であったことが明かされる。

## 批評
批評家の東浩紀は、ブリュノとミシェルをそれぞれ文系と理系の代表とした上で、この作品の舞台となっているのはグローバリゼーションによって文系的な教養より理系的な知識が優位になった時代であり、文系の価値が急落した現代において文学にどんな可能性が残されているのかという問題に対する答えを出そうとしているのだと解釈している。
評論家の小谷野敦は、本作について、ピエール・テイヤール・ド・シャルダンの思想（神学と進化論の融合）の新装版にすぎないとし、（発情期の無い）人間の性欲は退屈しのぎのために発明されたのだという仮説を元に、本作の結末（生殖なしに人類が存続できるようになって新たな可能性が開ける）は誤っている（実際には退屈しのぎの性交を奪われて苦悩することになる）と述べている。
作家・著述家の本田透は、本作は、資本主義や性愛の商品化の進行によって異性を獲得できない恋愛弱者が蔑まれ社会階層の下部に追い込まれるという問題（本田の言葉でいえば恋愛資本主義）を暴いた作品であると述べている。
日本語版の訳者でもあるフランス文学者の野崎歓は、男女の恋愛をテーマとすることが多くSF的要素を嫌ってきた傾向のあるフランス小説において、本作は恋愛の困難さを描く物語の終盤で突如としてSF的な展開を用意しており、「驚くべき達成」であると述べている。

## 日本語訳書籍
- （単行本）ミシェル・ウエルベック著、野崎歓訳 『素粒子』 筑摩書房、2001年。ISBN 978-4480831897
- （文庫版）ミシェル・ウエルベック著、野崎歓訳 『素粒子』 筑摩書房、2006年。ISBN 978-4480421777。